# Filip Bačkulja
Filip Bačkulja (in serbo Филип Бачкуља?; Kraljevo, 25 giugno 2002) è un calciatore serbo, difensore del Novi Pazar.

## Carriera

### Club
Cresciuto nel settore giovanile del Juniors OÖ, ha esordito in prima squadra il 19 febbraio 2021, disputando l'incontro di 2. Liga perso per 0-3 contro il Wacker Innsbruck. Nel 2021 viene ceduto in prestito per una stagione al Metalac, formazione della massima divisione serba.

### Nazionale
Ha rappresentato le nazionali giovanili serbe Under-18, Under-20 ed Under-21.

## Statistiche

### Presenze e reti nei club
Statistiche aggiornate al 10 luglio 2022.
| Stagione        | Squadra         | Campionato      | Campionato | Campionato | Coppe nazionali | Coppe nazionali | Coppe nazionali | Coppe continentali | Coppe continentali | Coppe continentali | Altre coppe | Altre coppe | Altre coppe | Totale | Totale |
| Stagione        | Squadra         | Comp            | Pres       | Reti       | Comp            | Pres            | Reti            | Comp               | Pres               | Reti               | Comp        | Pres        | Reti        | Pres   | Reti   |
| --------------- | --------------- | --------------- | ---------- | ---------- | --------------- | --------------- | --------------- | ------------------ | ------------------ | ------------------ | ----------- | ----------- | ----------- | ------ | ------ |
| 2020-2021       | Juniors OÖ      | 1L              | 6          | 0          |                 | -               | -               |                    | -                  | -                  |             | -           | -           | 6      | 0      |
| 2021-2022       | Metalac         | SL              | 22+6       | 1+0        | CS              | 3               | 0               |                    | -                  | -                  |             | -           | -           | 31     | 1      |
| Totale carriera | Totale carriera | Totale carriera | 34         | 1          |                 | 3               | 0               |                    | -                  | -                  |             | -           | -           | 37     | 1      |